# Renée Dufourt
Renée Dufourt, née Renée Crézé à Lyon le 21 juillet 1920 et morte à Caluire le 3 juillet 2012, est une féministe française.

## Biographie

### Jeunesse, formation et vie privée
Renée Dufourt naît Renée Crézé à Lyon le 21 juillet 1920 d'une famille franco-italienne. Ses études secondaires en milieu religieux lyonnais l'amènent à l'obtention du bac en 1937. Dans un premier temps intéressée par des études de médecine, elle choisit finalement les lettres et la philosophie à l'université de Lyon. Elle épouse Guy Dufourt en 1942, rencontré à la Jeunesse étudiante chrétienne, et a cinq enfants nés entre 1943 et 1954.

### Activités professionnelles
Elle enseigne la philosophie au lycée de jeunes filles de Saint-Étienne, puis à celui de Lyon, puis à l'École normale d'instituteurs de Lyon et tient quelques cours en université, jusqu'en 1980.

### Engagements du couple
Renée Dufourt et son mari participent à Esprit, à En bref et à la création du cercle Tocqueville en 1958. En 1971, ils s'inscrivent au parti socialiste.

### Féminisme
Se liant à des organisations féministes lyonnaises, elle fréquente le planning familial lyonnais et grenoblois, et promeut la loi Veil. Elle devient conseillère technique dans le cabinet de la ministre des droits de la femme, Yvette Roudy, de 1981 à 1986, puis de 1989 à 1994 auprès de Michèle André, secrétaire d'État aux droits des femmes.
Après avoir rencontré Marie-Jeanne Bérère et Donna Singles, elle rédige avec elles en 1982 Et si on ordonnait les femmes...?, réponse à des textes pontificaux invalidant les femmes prêtres ou diaconesses.
Elle entre au comité consultatif national d'éthique pour les sciences de la vie et de la santé en 1990 où elle pointe les failles de la réflexion sur la PMA.

### Mort et postérité
Ayant longtemps habité dans le IIIe arrondissement de Lyon, elle est faite citoyenne d'honneur de cet arrondissement en 2009.
Elle meurt à Caluire le 3 juillet 2012.
Une place du IIe arrondissement (de Lyon) porte son nom depuis le 7 juillet 2014.

### Publications personnelles
- « Ordination des Femmes au Diaconat », Effort Diaconal, sur Women Priests, nos 21-22,‎ 16 et 17 mars 1974, p. 4 à 13 (lire en ligne, consulté le 25 février 2025)
- « Quelques réflexions sur le symbolisme », Effort Diaconal, sur Women Priests, nos 37-38,‎ septembre 1974 - mars 1975, p. 18 à 28 (lire en ligne, consulté le 25 février 2025)
- « 60° anniversaire du 1er vote des Françaises - 29 avril 2004 - Mairie de Lyon », sur pdf résumé de l'intervention de Renée Dufourt à la mairie de Lyon pour le 60° anniversaire du 1er vote des Françaises, par Regards de femmes, 29 avril 2004 (consulté le 25 février 2025)

### Publications en commun
- Marie-Jeanne Bérère, Renée Dufourt et Donna Singles, Et si on ordonnait des femmes?, Le Centurion, 1982 (ISBN 978-2-227-31044-5, lire en ligne)

- Mathilde Dubesset, Donna Singles, Renée Dufourt et Michelle Martin‑Grünenwald, « Marie-Jeanne Bérère, théologienne catholique, et la question des femmes dans l’Église », Clio. Femmes, Genre, Histoire, no 15,‎ 1er avril 2002, p. 199–207 (ISSN 1252-7017, DOI 10.4000/clio.97, lire en ligne, consulté le 25 février 2025)